# ドラキュラ 血の味
『ドラキュラ 血の味』（ドラキュラ ちのあじ、Taste the Blood of Dracula）は、1970年に公開されたイギリスのホラー映画。ハマー・フィルム・プロダクション製作によるドラキュラシリーズの一作である。監督はピーター・サスディ。出演はクリストファー・リーなど。

## キャスト
※括弧内は日本語吹替（初回放送1974年8月11日『日曜洋画劇場』）
- ドラキュラ伯爵：クリストファー・リー（声：千葉耕一）
- アリス・ハーグッド：リンダ・ヘイドン（声：増山江威子）
- ウィリアム・ハーグッド：ジェフリー・キーン（声：宮川洋一）
- マーサ・ハーグッド：グウェン・ワットフォード
- ポール・パクストン：アンソニー・コーラン
- コートレイ卿：ラルフ・ベイツ
- サミュエル・パクストン：ピーター・サリス